# Polytribax penetrator
Polytribax penetrator är en stekelart som först beskrevs av Smith 1874.  Polytribax penetrator ingår i släktet Polytribax och familjen brokparasitsteklar. Inga underarter finns listade i Catalogue of Life.